# 那個黎明，我們都知道
《那個黎明，我們都知道》（日语： Bokutachiwa Anohi no yoake wo shitteiru */?）是日本偶像組合AKB48的第9張專輯、以及第6張錄音室專輯。2018年1月24日由國王唱片發售。

## 概要
本作為前作《點時成菁》發行1年後推出的第9張專輯。

## 封面寫真
| Type A | 岡田奈奈、荻野由佳、加藤玲奈、指原莉乃、須田亞香里、瀧野由美子、山本彩、橫山由依                                                                                     |
| Type B | 入山杏奈、柏木由紀、白間美瑠、高橋朱里、中井莉加、松井珠理奈、宮脇咲良、向井地美音                                                                                   |
| 劇場盤 | 入山杏奈、岡田奈奈、荻野由佳、柏木由紀、加藤玲奈、指原莉乃、白間美瑠、須田亞香里、高橋朱里、瀧野由美子、中井莉加、松井珠理奈、宮脇咲良、向井地美音、山本彩、橫山由依 |

封面寫真以「踏上新的旅程，從零開始再出發」為主題，所有成員聚集在拉力賽越野車四周來呈現，以世代交替方式邁向第12年的「AKB48第三章」正式揭幕。中心成員（Center）由岡田奈奈擔任。

## 收錄曲目

### Type A
| CD   | CD                                 | CD               | CD             |
| 曲序 | 曲目                               | 作曲             | 編曲           |
| ---- | ---------------------------------- | ---------------- | -------------- |
| 1.   | Shoot Sign                         | 近藤圭一         | 佐佐木裕       |
| 2.   | 你最愛的 是誰？（坂道AKB）         | 佐久間和宏       | 佐久間和宏     |
| 3.   | 想聽悲傷的歌（麻友由紀）           | 松本一也         | 若田部誠       |
| 4.   | 空有願望                           | 内山栞           | 若田部誠       |
| 5.   | ＃就是喜歡你                       | 伊藤心太郎       | 太田貴之       |
| 6.   | 不放棄                             | 川浦正大         | 野中「雅」雄一 |
| 7.   | 該去抱住他嗎？（AKB48 16期研究生） | 石井健太郎       | 石井健太郎     |
| 8.   | 11月的腳鏈                         | 丸谷學           | APAZZI         |
| 9.   | 出乎意料的故事（主唱選拔）         | SHAKEY、渡邊修司 | SHAKEY         |
| 10.  | 鞋帶的綁法（靴紐の結び方）                     | KEIT             | 板垣祐介       |
| 11.  | 眼泪的表面張力（涙の表面張力）                 | 山田智和         | 芥田貴弘       |
| 12.  | Mystery Line                       | BASEMINT         | BASEMINT       |
| 13.  | 戀愛無間地獄（恋愛無間地獄）                   | 前嶋康明         | 華原大輔       |
| 14.  | 天國的隱匿之處（天国の隠れ家）                 | 中山聰、足立優   | 若田部誠       |

| DVD  | DVD                      |
| 曲序 | 曲目                     |
| ---- | ------------------------ |
| 1.   | AKB48家族成員 虛擬握手會 |

### Type B
| CD   | CD                                 | CD               | CD             |
| 曲序 | 曲目                               | 作曲             | 編曲           |
| ---- | ---------------------------------- | ---------------- | -------------- |
| 1.   | Shoot Sign                         | 近藤圭一         | 佐佐木裕       |
| 2.   | 你最愛的 是誰？（坂道AKB）         | 佐久間和宏       | 佐久間和宏     |
| 3.   | 突然想聽悲傷的歌（麻友由紀）       | 松本一也         | 若田部誠       |
| 4.   | 空有願望                           | 内山栞           | 若田部誠       |
| 5.   | ＃就是喜歡你                       | 伊藤心太郎       | 太田貴之       |
| 6.   | 不放棄                             | 川浦正大         | 野中「雅」雄一 |
| 7.   | 該去抱住他嗎？（AKB48 16期研究生） | 石井健太郎       | 石井健太郎     |
| 8.   | 11月的腳鏈                         | 丸谷學           | APAZZI         |
| 9.   | 出乎意料的故事（主唱選拔）         | SHAKEY、渡邊修司 | SHAKEY         |
| 10.  | 鞋帶的綁法                         | KEIT             | 板垣祐介       |
| 11.  | 眼泪的表面張力                     | 山田智和         | 芥田貴弘       |
| 12.  | Kiss Campaign（キスキャンペーン）                  | Ruby             | APAZZI         |
| 13.  | 全是臭東西（クサイモノだらけ）                     | Ruby             | 野中「雅」雄一 |

### 劇場盤
| CD   | CD                                 | CD               | CD             |
| 曲序 | 曲目                               | 作曲             | 編曲           |
| ---- | ---------------------------------- | ---------------- | -------------- |
| 1.   | Shoot Sign                         | 近藤圭一         | 佐佐木裕       |
| 2.   | 你最愛的 是誰？（坂道AKB）         | 佐久間和宏       | 佐久間和宏     |
| 3.   | 突然想聽悲傷的歌（麻友由紀）       | 松本一也         | 若田部誠       |
| 4.   | 空有願望                           | 内山栞           | 若田部誠       |
| 5.   | ＃就是喜歡你                       | 伊藤心太郎       | 太田貴之       |
| 6.   | 不放棄                             | 川浦正大         | 野中「雅」雄一 |
| 7.   | 該去抱住他嗎？（AKB48 16期研究生） | 石井健太郎       | 石井健太郎     |
| 8.   | 11月的腳鏈                         | 丸谷學           | APAZZI         |
| 9.   | 出乎意料的故事（主唱選拔）         | SHAKEY、渡邊修司 | SHAKEY         |
| 10.  | 眼淚的表面張力                     | 山田智和         | 芥田貴弘       |
| 11.  | 抱歉，我喜歡上你了…（ごめんね、好きになっちゃって…）            |                  |                |

## 選拔成員
※所属队伍为专辑发行时状况

### 鞋帶的綁法
（中心成員：岡田奈奈）
- Team A：入山杏奈、橫山由依
- Team K：向井地美音
- Team B：加藤玲奈
- Team B / NGT48 Team NIII：柏木由紀
- Team 4：高橋朱里
- Team 4 / STU48：岡田奈奈
- SKE48 Team S：松井珠理奈
- SKE48 Team E：須田亞香里
- NMB48 Team N：山本彩
- NMB48 Team M / Team A：白間美瑠
- HKT48 Team H：指原莉乃
- HKT48 Team KIV / Team A：宮脇咲良
- NGT48 Team NIII：荻野由佳、中井莉加
- STU48：瀧野由美子

### 眼泪的表面張力
（中心成員：岡田奈奈）
- Team K：向井地美音
- Team 4：小嶋真子、高橋朱里
- Team 4 / STU48：岡田奈奈

### Mystery Line
（中心成員：松井珠理奈）
- Team K：田野優花
- SKE48 Team S：松井珠理奈
- NMB48 Team M / Team A：白間美瑠

### 戀愛無間地獄
（中心成員：指原莉乃）
- Team 4：込山榛香
- HKT48 Team H：指原莉乃
- NGT48 Team NIII：荻野由佳

### 天國的隱匿之處
（中心成員：中井莉加）
- Team A：樋渡結依
- Team 4：川本紗矢
- SKE48 Team E：須田亞香里
- NMB48 Team M：吉田朱里
- NGT48 Team NIII：中井莉加

### Kiss Campaign
（中心成員：宮脇咲良）
- Team A：入山杏奈
- Team B：加藤玲奈
- HKT48 Team KIV / Team A：宮脇咲良

### 全是臭東西
（中心成員：山本彩）
- Team A：橫山由依
- Team B / NGT48 Team NIII：柏木由紀
- NMB48 Team N：山本彩

### 抱歉，我喜歡上你了…
（中心成員：小栗有以）
- Team K：久保怜音
- Team 8：岡部麟、小栗有以、倉野尾成美
- SKE48 Team KII：小畑優奈
- NMB48 Team N：山本彩加
- HKT48 Team TII：松岡花
- NGT48 Team NIII：加藤美南
- STU48：瀧野由美子

### 已發行單曲
Shoot Sign
- 市川美織、入山杏奈、大西桃香、大家志津香、岡田奈奈、小栗有以、柏木由紀、加藤玲奈、川本紗矢、木崎由里亞、北原里英、小嶋陽菜、小嶋真子、兒玉遙、込山榛香、後藤樂樂、指原莉乃、白間美瑠、須田亞香里、高橋朱里、中井莉加、松井珠理奈、松岡花、峯岸南、宮脇咲良、向井地美音、武藤十夢、山本彩加、山本彩、横山由依、吉田朱里、渡邊麻友

你最愛的 是誰？
「坂道AKB」名義
- 伊藤萬理華、今泉佑唯、岡田奈奈、小栗有以、北野日奈子、小嶋真子、齋藤飛鳥、菅井友香、寺田蘭世、長濱禰留、平手友梨奈、星野南、堀未央奈、松井珠理奈、宮脇咲良、向井地美音、渡邊梨加、渡邉理佐

突然想聽悲傷的歌
「麻友由紀」名義
- 柏木由紀、渡邊麻友

空有願望
- 市川美織、入山杏奈、大家志津香、岡田奈奈、小栗有以、小田繪里奈、柏木由紀、加藤玲奈、川本紗矢、木崎由里亞、北原里英、久保怜音、小嶋真子、兒玉遙、後藤樂樂、込山榛香、指原莉乃、白間美瑠、須田亞香里、高橋朱里、高柳明音、朝長美櫻、中井莉加、古畑奈和、松井珠理奈、松岡花、峯岸南、宮脇咲良、向井地美音、武藤十夢、山本彩加、山本彩、橫山由依、吉田朱里、渡邊麻友

＃就是喜歡你
- 岡田奈奈、荻野由佳、北原里英、指原莉乃、白間美瑠、須田亞香里、惣田紗莉渚、高橋朱里、高柳明音、古畑奈和、本間日陽、松井珠理奈、宮脇咲良、橫山由依、吉田朱里、渡邊麻友

不放棄
- 可愛玲奈七（加藤玲奈）、薩克斯古畑（古畑奈和）、櫻桃宮脇（宮脇咲良）、道頓堀白間（白間美瑠）、啪啪啦木崎（木崎由里亞）、好萊塢JURINA（松井珠理奈）、黑莓向井地（向井地美音）、挖土機島田（島田晴香）、長舌橫山（橫山由依）

該去抱住他嗎？
「AKB48 16期研究生」名義
- 淺井七海、稻垣香織、梅本和泉、黑須遙香、佐藤美波、庄司渚、鈴木久留美、田口愛佳、田屋美咲、長友彩海、播磨七海、本間麻衣、前田彩佳、道枝咲、武藤小麟、安田葉、山內瑞葵、山根涼羽

11月的腳鏈
- 入山杏奈、岡田奈奈、岡部麟、荻野由佳、小栗有以、小畑優奈、柏木由紀、加藤玲奈、北原里英、小嶋真子、兒玉遙、指原莉乃、白間美瑠、須田亞香里、高橋朱里、瀧野由美子、田中美久、中井莉加、松井珠理奈、松岡花、峯岸南、宮脇咲良、向井地美音、山本彩加、山本彩、橫山由依、吉田朱里、渡邊麻友

出乎意料的故事
「主唱選拔」名義
- 岡田奈奈、柏木由紀、白間美瑠、高柳明音、田野優花、峯岸南、山本彩、橫山由依

## 外部連結
- 國王唱片官方網站（日語）
  - Type A （页面存档备份，存于）
  - Type B （页面存档备份，存于）
  - 劇場盤 （页面存档备份，存于）
- 那個黎明，我們都知道 （页面存档备份，存于）－AKB48官方網站（日語）